# 金色琴弦角色列表
《金色琴弦角色列表》介紹在吳由姬人物設定的遊戲《金色琴弦》及由原作改編的同名漫畫、動畫等作品中出場的角色。

## 主要角色
- 日野香穗子(Hino Kahoko)（聲優：高木禮子（日本）；陶敏嫻（台灣）；譚淑嫻（香港））

普通科二年二班、身高162cm，主修小提琴。故事開始時全無音樂感，依賴魔法小提琴出賽。在遊戲裡名字可由玩家自行轉換，是個平凡沒個性的人，常常在校園內跑來跑去。在漫畫、動畫中有個社會人士姊姊和大學生哥哥。雖然學習不怎麼強，但是積極、努力跟出賽人達到水平。
- 月森蓮(Tsukimori Len)（聲優：谷山紀章（日本）；何志威（台灣））

音樂科二年A班，4月24日出生，金牛座，血型A型，身高178cm，喜歡的食物是無糖優格。主修小提琴。星奏学院院内音乐比赛的参赛者。個性冷酷不苟言笑、難以靠近。出生音乐世家，本人对音乐付出极大的努力，對自己人生和對音樂都有很高的理想。由於跟香穗子一樣表演小提琴，表面上二人是競爭對手，但背後他對人其實很溫柔，在刻薄的說話中提點指教了香穗子不少。母親濱井美沙是個著名的鋼琴家，而父親則同樣是小提琴家。拿手的科目是英文和德文，不拿手的是美術及家政（在料理方面是連微波食品都做不了的料理白痴）。
- 土浦梁太郎(Tsuchiura Ryoutarou)（聲優：伊藤健太郎（日本）；官志宏（台灣）；黎家希（香港）／小時候：恆松步（日本）

普通科二年五班，7月25日出生，獅子座，血型O型，身高181cm，隸屬足球部，位置 MF，是演奏會後來的追加参賽者。國中時期是足球隊兼田徑隊。拿手科目是理科。很会照顾人，像是哥哥一般。個性熱情坦率而不擅長跟女性來往。看似體育系的高大外表，但實際上卻有很深的鋼琴造詣。除此之外對做家事、烹飪也甚為出色。和月森蓮極度水火不容。小学的时候与香穗子是同一所学校。
- 志水桂一(Shimizu Keiichi)（聲優：福山潤（日本）；李景唐（台灣））

音樂科一年A班，8月26日出生，處女座，血型A型，身高168cm(初期設定，目前已長高)，喜歡的食物是御飯糰。主修大提琴。星奏学院院内音乐比赛的参赛者。个性安静且认真。对音乐的探究性很强，非常喜欢研究。被稱為音樂天才，有著全校最豐富的音樂知識。总是以自己的步调前进，不受他人影响，對音樂以外事情完全不感興趣。非常愛睡覺，表演以外的時間也不大清醒。嗜好：午睡與沉思。喜歡香穗子的琴聲。
- 火原和樹(Hihara Kazuki)（聲優：森田成一（日本）；何志威（台灣））

音樂科三年B班，12月12日出生，射手座，血型B型，身高178cm，主修小號。星奏学院院内音乐比赛的参赛者。個性像小孩子一樣十分開朗、率直且純情，十分活泼有精神，跟谁马上都能成为朋友。善解人意，朋友也多。与柚木是同班同学也是好朋友。熱愛音樂、享受音樂所帶來的樂趣。中學時期曾隸屬於田徑部。樂天的性格經常為香穗子排難解憂。
- 柚木梓馬(Yunoki Azuma)（聲優：岸尾大輔（日本）；李景唐（台灣）／小時候：真田麻美（日本）；李明幸（台灣））

音樂科三年B班，6月18日出生，雙子座，血型AB型，身高172cm，主修長笛。星奏学院院内音乐比赛的参赛者。优雅有气质的优等生。出身花道名門，為家中老三。举止高贵，待人温和，对谁都亲切。在學校受人愛戴，更是女學生之間崇拜的偶像，甚至有自己的親衛隊，被火原戲稱為柚木叫「教祖」。但其實他具有為人不知的雙重性格，表面上對香穗子照顧有加，但二人獨處的時候會直言不滿意香穗子加入比賽，有時候也很忌妒香穗子跟火原太好。專長是茶道與書法。嗜好是收集古董。喜歡的食物是日本料理。因為香穗子常常一反常態。
- 冬海笙子(Fuyu'umi Shouko)（聲優：佐藤朱（日本）；林瑋婷（台灣）；楊善諭（香港））

音樂科一年B班，11月3日出生，天蠍座，血型A型，身高158cm，主修單簧管。星奏学院院内音乐比赛的参赛者。个性慎重乖巧，性格溫順，害羞怕生，喜歡藝術。有參加國際比賽的經驗才會在一年級就被挑選加入比賽。受到香穗子的影响，为想要变的更加积极而在一点点的努力着。在台灣播出的版本中，香穗子常以「小海」稱呼她。專長是聽音(音感很好)。喜歡的食物是焗考和焗烤義大利麵。害怕男性。
- 金澤紘人(Kanazawa Hiroto)（聲優：石川英郎（日本）；李景唐（台灣））

普通科音樂老師，3月1日出生，雙魚座，血型A型，身高183cm，亦是音樂比賽的負責人，原本主修歌劇和聲樂。比賽對他而言只是奉命行事，其實不大在意，做事馬虎又迷糊，看起来不太可靠的样子。但在真正需要建議時還會幫忙的，给学生的意见十分中肯。大部分的人常以「老金」稱呼他（台灣播出的版本則稱為「小金」、漫畫版則是「金老」）。喜歡的食物是拉麵。
- 王崎信武(Ousaki Shinobu)（聲優：小西克幸（日本）；官志宏（台灣））

星奏學院音樂科的畢業生，現時為星奏學院附屬大學三年級學生，10月17日出生，天秤座，血型O型，身高175cm，主修小提琴，也會拉中提琴。個性溫和沉穩的舊生。在学时，也是院内音乐比赛的优胜者，是一位出色的演奏家。常給香穗子建議與鼓勵。喜歡的食物是鬆餅。
- 天羽菜美(Amou Nami)（聲優：增田由紀（日本）；李明幸（台灣））

普通科二年一班，2月9日出生，水瓶座，血型B型，身高165cm，隸屬於學校新聞部。個性開朗，活泼，直率，充满活力，喜歡探索。透過采访音乐比赛，而进一步与香穗子成为好友。喜歡的食物是披薩和義大利麵。
- 利利(Lili)（聲優：水橋香織（日本）；黃珽筠（台灣）；黃鳳兒（香港））

音樂的妖精。階級為銀（妖精界的第三順位）。個性調皮但十分熱愛音樂。因為香穗子看的到祂而將魔法小提琴硬交給她參加比賽。在漫畫版，完成演奏會後便消失，結局留下一句話「只要你深愛著音樂，我就給予你音樂的祝福。」

## 金色琴弦2追加角色
- 加地葵(Kaji Aoi)（聲優：宫野真守）

普通科二年二班，11月12日出生，天蝎座，身高180cm，喜歡的食物是牡蠣，爱好是网球和读书。血型AB型，主修中提琴。与香穗子同班的转学生，是吸引人目光的华丽类型。精神旺盛，容易相处，很有为人服务的精神，說話非常坦率，是个很受欢迎的人。以前演奏小提琴，不过由于某理由停止演奏。在公園上听到香穗子的演奏后，成为了香穗子的乐迷，特地從東京著名的國立男校轉到星奏學院。跟衛藤似乎是舊識。在漫畫51話中說過決定把一切獻給香穗子。
- 吉羅曉彦(Kira Akihiko)（聲優：内田夕夜）

星奏学院的理事，1月3日出生，31歲，摩羯座，身高183cm，血型AB型。是星奏學院創立者一族的人。現任学院最年轻的理事。傳承創立者一族的血統，具有能夠看見音樂妖精的體質。根據利利所言，他的容貌和學院創立者相當神似。比金澤低兩屆的晚輩，擔心金澤的喉嚨而經常提醒他別再吸煙。已過世的姊姊美夜和金澤同年，過去經常和姊姊一起拉小提琴。擁有高中部一年級參加校內音樂比賽的實力。認為姊姊太過執著音樂學習，不顧把身體弄壞而過世，因此強烈拒絕音樂。在「金色琴弦2~Encore」中可以攻略。有时帮香穗子说话，有时又会给香穗子找麻烦，是个迷一样的神秘人物。性格很酷，不太表现自己的真心，也不易记得人的外貌。想在香穗子身上寻找姊姊的影子。好像喜欢鱼。

## 金色琴弦2~Encore追加角色
- 都築茉莉(Tsuzuki Mari)（聲優：大原沙耶香）

附属大学3年级，7月5日出生，巨蟹座，血型B型，主修指揮。受吉羅的請託，在音乐节上为星奏学院学生组成的管弦乐指挥者的女性。高中部時期，在王崎贏得優勝的校內音樂競賽中，同樣是参赛者，使用樂器是鋼琴，最後獲得第2名。

## 金色琴弦2f（forte）追加角色
- 衛藤桐也(Etou Kiriya)（聲優：日野聰）

其他学校的学生，3月30日出生，白羊座，血型B型，主修小提琴，初中三年級。自信满满非常自傲的青年，演奏小提琴的技巧非常高明，也有海外演奏的优异成绩。但是在聽過香穗子的演奏之後，十分瞧不起星奏学院的等级。甚至直言諷刺香穗子練習小提琴是在浪費時間。在聽過演奏會後，才稍微認可星奏學院。跟加地似乎是舊識。曾是位海外日僑。
遊戲中有提到，吉羅曉彥其實是衛藤桐也的表哥。
在漫畫則是收錄在特別篇中，相較於動畫，個性好像比較好些，常常出現在香穗練習的公園中，在一次事件後認同香穗的小提琴。

## 其他配角

### 星奏學院音樂科
- 森真奈美 (Mori Manami)（聲優：庄司宇芽香（日本）；黃珽筠（台灣）；黃鳳兒（香港））

音樂科二年級，香穗子第二次及第三次（雖沒能完成）選拔賽的鋼琴伴奏者，主修鋼琴，同時也跟月森同班。
而初代遊戲中參賽者們則皆是由她負責伴奏。與天羽似乎是氣味相投的夥伴。
- 庄司惠(Shouji Megumi)（聲優：黑河奈美）

音樂科一年級，香穗子第一次選拔（後來因中途逃走而由土浦代替）和最後選拔賽（因為森的右手出意外而受傷而由自己主動代替）的鋼琴伴奏者。似乎暗戀月森蓮。
- 野崎理繪(Nozaki Rie)（聲優：服部加奈子）

音樂科一年級，冬海的鋼琴伴奏者。
- 近衛十和子(Konoe Towako)（聲優：大黑優美子）

音樂科二年級，柚木親衛隊的隊長。
- 新見晶(Niimi Akira)（聲優：服部加奈子）
- 津川麻衣(Tsugawa Mai)（聲優：前田愛）

音樂科二年級，柚木親衛隊隊員。
- 森宮薰(Morimiya Kaoru)（聲優：大原崇）
- 岸本正三郎(Kishimoto Shouzaburou)（聲優：花輪英司）
- 杉野藤一郎(Sugino Touichirou)（聲優：古島清孝）

音樂科二年級，對月森抱持反感的男學生三人組。

### 星奏學院普通科
- 高遠美緒(Takatou Mio)（聲優：新井里美（日本）；李明幸（台灣））

普通科二年級，香穗子的好友。
- 小林直(Kobayashi Nao)（聲優：中尾衣里（日本）；黃珽筠（台灣））

普通科二年級，香穗子的好友。
- 佐佐木淳之介(Sasaki Junnosuke)（聲優：菅沼久義）

普通科二年級，土浦在足球部的隊友，跟香穗子同班。
- 杉谷亞矢子(Sugitani Ayako)（聲優：木村圓）

圖書館管理員。

### 其他
- 中田 (Nakata)（聲優：中江真司）

修理小提琴的工匠。
- 南 (Minami)（聲優：檀臣幸）

南樂器店店長。常以「梁」稱呼土浦。
- 崎本水枝 (Sakimoto Mizue)（聲優：桑島法子）

土浦的前女朋友。
- 柚木雅 (Yunoki Miyabi)（聲優：神田朱未；楊善諭（香港））

柚木的妹妹。與高階禮乃同校的中等部。
- 柚木的祖母 (Yunoki-sobo)（聲優：鈴木弘子）

一位嚴肅的老奶奶。對於柚木和柚木雅的管教十分嚴格
- 高階禮乃 (Takashina Ayano)（聲優：遠藤綾）

柚木的婚約者候補之一，與柚木雅同校的高等部。
- 火原陽樹 (Hihara Haruki)（聲優：松田佑貴）

火原的哥哥，是位大學生。
- 緒形勇 (Ogata Isamu)（聲優：阪口大助）

是火原小學的朋友。
- 濱井美沙 (Hamai Misa)（聲優：山像香（日语：山像かおり））

世界知名的鋼琴家，月森的母親。心思細膩，在動畫版中一次和月森演奏中查覺對香穗子的心意。
- 卡農 (Kanon) (聲優：カノン)

於濱井美沙的演奏會中唱歌的人。聲優是主題曲「Brand New Breeze」的歌手